# Powiat Igu
Powiat Igu (jap. 伊具郡 Igu-gun) – powiat w Japonii, w prefekturze Miyagi. W 2024 roku liczył 11 222 mieszkańców.

## Miejscowości
- Marumori